# Illuminine
Illuminine is de artiestennaam van Kevin Imbrechts (Kampenhout, 5 juni 1989), Belgisch muzikant en componist wonende te Leuven. Zijn stijl is een mix tussen ambient en neo-klassieke muziek.
Illuminine maakte in 2015 zijn debuut met #1. #1 werd, net zoals, #2 en #3 gemixt in de IJslandse Sigur Rós Sundlaugin Studio door Birgir Jón Birgisson.
In 2017 werd Imbrechts gediagnosticeerd met het syndroom van Asperger. Met de Nederlandstalige plaat 'Wij, Weg' wil hij autisme in de maatschappij bespreekbaar maken.
Naast zijn eigen werk gaat Illuminine ook vaak in dialoog met andere artiesten uit de hele wereld. Zo werkte Illuminine samen met Adam Bryanbaum Wiltzie, Alex Somers, Hideyuki Hashimoto, Mattia Vlad Morleo en Klaus Sahm. In België werkte hij samen met Jan Swerts, Bruno Vanden Broecke en Marble Sounds.
Doorheen de jaren verscheen de muziek van Illuminine in internationale films en documentaires. Zo schreef hij onder andere de soundtrack voor '2050' (BE, 2025), 'Against the Odds' (UK, 2022), 'De Stig' (BE, 2020) in samenwerking met Hannes De Maeyer en de closing track voor het Xbox spel 'Somerville' (2022).

## Discografie

### Studio Album
- #1 (2015)
- #2 (2017)
- #3 (2018)
- Baptism of Solitude (2020)
- #4 (2023)[12]
- Dusk/Dawn (2024)

### Reworks
- #1 Reworks (2015)
- #2 Reworks (2018)
- Dear, Piano (2020)
- Dear, Piano #2 (2022)
- Dear, Piano #3 (2024)

### EP
- #2 Reworks - Addendum (2018)
- Way Back When ft. Ivy Falls (2018)
- Lullaby (2021)

### Single
- Armor ft. I Will, I Swear (2015)
- The Many Deaths of Letting Go ft. Hannah Corinne (2019)
- Last Dawn (2021)
- Careless ft. Logan Farmer (2021)

### Original Motion Picture Soundtrack
- De Stig (2020)
- 2050 (2025)